# Brut- und Setzzeit
Die Brut- und Setzzeit bezeichnet die Zeit, in der Tiere brüten beziehungsweise Junge zur Welt bringen.

## Der Begriff in der Jagd
Der Begriff Brutzeit nimmt Bezug auf das Brüten: Vögel halten die gelegten Eier warm, bis die Jungen schlüpfen. Die Setzzeit bezeichnet in der Jägersprache die Zeit, in der Haarwild Junge bekommt.

## Rechtliche Bestimmungen in Deutschland

### Jagd
„In den Setz- und Brutzeiten dürfen bis zum Selbständigwerden der Jungtiere die für die Aufzucht notwendigen Elterntiere, auch die von Wild ohne Schonzeit, nicht bejagt werden.“

### Hundehaltung
In der Brut- und Setzzeit gilt besondere Aufsichtspflicht über Hunde auf und an allen Grünflächen. Wiesen, Felder und Wälder inner- und außerorts sind damit ebenfalls betroffen. Die entsprechenden Regelungen gelten in der Zeit vom 1. April bis zum 15. Juli. In Niedersachsen und Bremen (dort sogar schon ab dem 15. März) herrscht in dieser Zeit pauschal Leinenzwang für Hunde in der freien Landschaft. In anderen Bundesländern sehen nur einzelne Kommunen diesen allgemeinen Zwang vor. Ein Verstoß kann mit einer Geldbuße bis zu 5000 Euro geahndet werden.
Die Maßnahmen während der Brut- und Setzzeit wurden mit der Begründung eingeführt, insbesondere Bodenbrüter und Jungtiere vor frei laufenden Hunden zu schützen, vor allem solchen, die den Tieren nachstellen. Sie gelten nicht für Katzen. Von Tierschützern werden die Regelungen der Länder Bremen und Niedersachsen als zu pauschal kritisiert, da nicht berücksichtigt wird, ob im konkreten Fall tatsächlich eine Beeinträchtigung wild lebender Tiere vorliegt. Nach Einschätzung von Wolfgang Apel stehen die Bestimmungen im Widerspruch zur tierschutzrechtlichen Verpflichtung der Hundehalter, ihre Tiere artgerecht zu bewegen. In den genannten Zeitraum fällt in diesem Bundesländern auch die Mahd. Das heißt, dass die Wiesen zur Ernte des Heu vollständig gemäht werden, auch nach der Dämmerung, trotz der Störung und Tötung von Bodenbrütern und Wildtieren. 
Ausnahmen gelten für die rechtmäßige Jagdausübung, den Rettungseinsatz, die Landespolizei, die Bundespolizei und den Zoll.

### Saarland
Mit der Änderung des saarländischen Jagdgesetzes zum 1. April 2014 gilt zur Beunruhigung von Wild, Störung der Jagdausübung, dass nur Hunde, die zuverlässig im Bereich der Wege bleiben, vom 1. März bis 30. Juni unangeleint geführt werden dürfen. Zuverlässig bedeutet, dass der Hund kontrollierbar sein muss und der Hundebesitzer diese Kontrolle auch ausübt. Neu aufgenommen wurde auch das Verbot hinsichtlich der vorsätzlichen Störung der Jagd. Beide Vorschriften sind bußgeldbewehrt.